# Olympiastützpunkt Leipzig
Der Olympiastützpunkt Leipzig war eine sportartübergreifende Betreuungs- und Serviceeinrichtung des  Spitzensports für Bundeskaderathleten sowie deren Trainern.

## Geschichte
Der OSP Leipzig wurde in der Trägerschaft des Olympiastützpunkt Leipzig e. V. gegründet. Am 2. September 1992 wurde ein Förderverein des OSP Leipzig gegründet. Der OSP ist aktuell einer von 18 deutschen Olympiastützpunkten. Am 28. November 2018 wurde im Zuge der Leistungsspotstrukturreform die Fusion der sächsischen OSP's zum OSP Sachsen beschlossen.

## Gliederung und Struktur

### Zentrale
Die Zentrale des Olympiastützpunkts lag Am Sportforum 10 in Leipzig.

### Standorte und Sportarten
Der OSP Leipzig verfügte über die folgenden Trainingsorte: die Arena Leipzig, drei Bootshäuser (Bootshaus Burghausen, Bootshaus Klingerweg, Bootshaus Pistorisstraße), eine Fechthalle, ein Hockeystadion, die Judohalle Nordanlage, der Kanupark Markkleeberg, die Leichtathletikhalle Nordanlage, die Radrennbahn Leipzig, eine Ringerhalle, die Schießanlage Neiden, eine Sprunghalle, die Turnhalle Leplaystraße, die Uni-Schwimmhalle und eine Volleyballhalle.

### Aufgaben
Der OSP Leipzig bot für die Bundeskaderathleten eine ganzheitliche, sportmedizinische, physiotherapeutische, trainingswissenschaftliche, sportpsychologische und soziale Betreuung.

### Eliteschulen des Sports
Das Landesgymnasium für Sport Leipzig und die Sportoberschule Leipzig waren als Eliteschulen des Sports an den Olympiastützpunkt angebunden.